# Złatija (obwód Dobricz)
Złatija (bułg. Златия) – wieś w Bułgarii, w obwodzie Dobricz, w gminie Dobriczka. Według danych szacunkowych Ujednoliconego Systemu Ewidencji Ludności oraz Usług Administracyjnych dla Ludności, 15 grudnia 1998 roku miejscowość liczyła 145 mieszkańców.